# Evangelisch-reformierte Landeskirche des Kantons Zürich
Die Evangelisch-reformierte Landeskirche des Kantons Zürich (im kommunikativen Auftritt Reformierte Kirche Kanton Zürich) ist die durch Huldrych Zwingli gegründete weltweit älteste reformierte Kirche und nach den Reformierten Kirchen Bern-Jura-Solothurn die zweitgrösste reformierte Landeskirche der Schweiz. Ihr Gebiet ist mit demjenigen des Kantons Zürich identisch.

## Mitglieder
Die Zürcher Landeskirche hatte am 31. Dezember 2010 472'970 Mitglieder und umfasste 34,5 % der Einwohner des Kantons Zürich. Ende 2019 hatte sie 416'542 Mitglieder, was 27,1 % der Kantonsbevölkerung entspricht.

## Rechtsgrundlagen
Die Evangelisch-reformierte Landeskirche des Kantons Zürich ist eine der fünf religiösen Körperschaften, die auf der Basis von Art. 130 f. der Zürcher Kantonsverfassung von 2005 als selbständige Körperschaften des öffentlichen Rechts anerkannt sind. Sie untersteht damit auch der Oberaufsicht durch den Kanton.
In dem 2007 erlassenen kantonalen Kirchengesetz werden die Grundzüge ihrer Organisation, die Befugnis zur Erhebung von Steuern, die staatlichen Leistungen an die Landeskirche sowie die Zuständigkeit und das Verfahren für die Wahl der Pfarrer sowie deren Amtsdauer geregelt. Die Ausführung des Kirchengesetzes geschieht, soweit sie die staatlichen Aspekte des Kirchengesetzes betrifft, durch die kantonale Verordnung zum Kirchengesetz und zum Gesetz über die anerkannten jüdischen Gemeinden von 2009.
Die von der Kirchensynode erlassene Kirchenordnung von 2009 regelt den inneren Aufbau der Landeskirche und legt die Grundlagen für das kirchliche Leben.

## Struktur
Die Landeskirche ist eine synodal (presbyterianisch) geleitete Kirche.
Die Legislative ist die von den reformierten Aktivbürgern gewählte Synode mit 120 Mitgliedern. In der Synode gibt es vier Fraktionen (Parteien):
- die evangelisch-kirchliche Fraktion, die der Evangelischen Allianz nahesteht
- die liberale Fraktion, die theologisch im Liberalismus wurzelt und die älteste Fraktion darstellt
- die religiös-soziale Fraktion, die sich für politisches Engagement, Minderheiten und Ökumene einsetzt
- der Synodalverein in der Tradition der positiven Theologie

Die Exekutive ist der von der Synode gewählte siebenköpfige Kirchenrat. An der Spitze der Exekutive steht die Kirchenratspräsidentin, seit 2024 Esther Straub.
Die Landeskirche umfasste bis in die jüngere Vergangenheit 176 Kirchgemeinden. Der gegenwärtige Fusionsprozess hat die Zahl inzwischen stark reduziert (2019: 135 Kirchgemeinden sowie drei Kirchgemeinschaften für die französisch-, italienisch- und spanischsprachigen Mitglieder). Geleitet werden die Kirchgemeinden von Kirchenpflegen, die von den reformierten Aktivbürgern gewählt werden und die der Kirchgemeindeversammlung beziehungsweise seit 2019 in der Kirchgemeinde Zürich dem Kirchenparlament Rechenschaft schuldig sind.
Darüber hinaus ist das Gebiet der Landeskirche in zwölf Bezirke gegliedert, deren Fläche mehr oder weniger mit derjenigen der staatlichen Bezirke des Kantons Zürich übereinstimmt. Auf dieser Ebene fungieren die von den Kirchenmitgliedern gewählten Bezirkskirchenpflege als Aufsichtsbehörde der Kirchgemeinden und Pfarrer sowie die Dekane, letztere in der Regel einer der Pfarrer der Kirchgemeinden des Bezirks.

## Geschichte

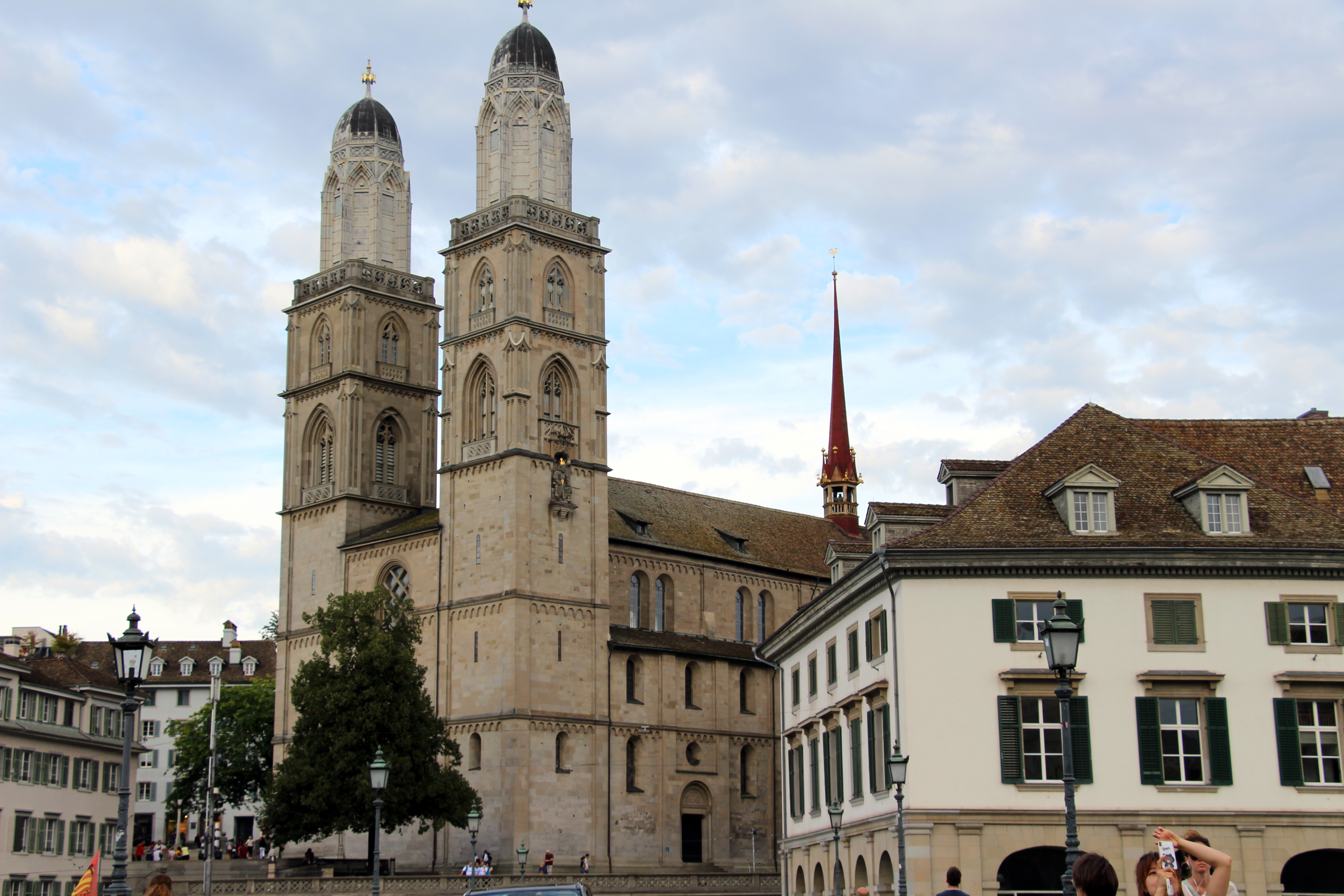
Grossmünster in Zürich, Ausgangspunkt der Reformation durch Huldrych Zwingli

Die Reformation in Zürich fand unabhängig von der Reformation Martin Luthers statt. 1519 brach der humanistisch gebildete Leutpriester Ulrich Zwingli mit den vorgeschriebenen Sonntagslesungen und legte fortlaufend das Matthäusevangelium aus. Durch die Pestepidemie des gleichen Jahres kam er zur Erkenntnis, dass allein die Gnade Gottes in und durch Jesus Christus den Menschen erlösen kann. Aufgrund des Bibeltextes begann er gegen Bilderverehrung, Reliquien, Heilige, Zölibat und Eucharistie zu predigen.
Als offizieller Bruch mit Rom gilt das Wurstessen beim Zürcher Bürger Christoph Froschauer, einem Druckereibesitzer, an Invokavit 1522 (9. März), also dem ersten Sonntag der vorösterlichen Fastenzeit. Zwingli soll an dem Wurstessen zwar nicht teilgenommen haben, aber anwesend gewesen sein. Als Priester verteidigte er den Fastenbruch: Das Fastengebot sei ein menschliches Gesetz und deshalb nicht unbedingt gültig. Nur göttlichen Gesetzen müsse der Mensch unbedingten Gehorsam leisten. Die göttlichen Gesetze aber findet Zwingli in der Bibel.
Zwingli erhielt vom Papst Kanzelverbot. Durch den Rat von Zürich kam es zur Ersten Disputation, bei der über die von Zwingli theologisch begründeten Reformen debattiert wurde. Der Rat beschloss, Zwinglis Thesen für schriftgemäss zu erklären und setzte die reformatorischen Neuerungen Zwinglis durch. Nach der zweiten Disputation 1525 beschloss der Rat die Abschaffung der Messe. Es gab reine Wortgottesdienste und nur noch viermal jährlich Abendmahl mit Brot und Wein für alle Teilnehmer. Die Reformation in Zürich wurde also durch den Rat der Stadt (aufgrund der Argumentation Zwinglis) entschieden.
Ab 1525 breitete sich die Zürcher Reformation in der Schweiz aus. Infolgedessen kam es zum Krieg mit den Kantonen, die sich der Reformation nicht anschlossen. 1531 fiel Zwingli in der Schlacht bei Kappel.
Sein Nachfolger wurde der siebenundzwanzigjährige Heinrich Bullinger, der während vierundvierzig Jahren der Zürcher Kirche als Antistes vorstand und die Zürcher und Schweizer reformierte Kirche in dieser Zeit entscheidend prägte, unter anderem durch die beiden Helvetischen Bekenntnisse von 1536 und 1566 und den Consensus Tigurinus von 1549, der die Zürcher Reformation von Zwingli und Genfer Reformation von Calvin zusammenführte. Bullinger erreichte auch entscheidendes für die Unabhängigkeit der Verkündigung: er nahm die Wahl erst an, als ihm der Rat ausdrücklich zugesichert hatte, er könne seine Verkündigung „frei, ungebunden und ohne Einschränkung“ halten, auch wenn dabei Kritik an der Obrigkeit nötig sei.
Eine vom Staat unabhängige Kirche entstand in Zürich erst in der Helvetik 1803. Die innerkirchliche Selbständigkeit wurde im 19. und 20. Jahrhundert laufend ausgebaut, und mit dem kantonalen Kirchengesetz von 2007 sind die letzten staatlichen Vorschriften betreffend kirchliche Organisation sowie kirchliches Wahl-, Personal- und Besoldungsrecht aufgehoben und deren Regelung der Landeskirche übertragen worden. Dementsprechend wurde 2009 eine neue Kirchenordnung der Landeskirche erlassen, die 2010 in Kraft getreten ist. Erhalten bleibt indes der Einzug der Kirchensteuern durch den Staat.
Im Oktober 1918 wurden in Zürich die ersten Frauen in der Schweiz zu Pfarrerinnen ordiniert. Eine ordentliche Pfarrstelle anzutreten, wurde ihnen allerdings trotz Unterstützung durch den Kirchenrat, die Kirchensynode und die Kirchgemeinde Neumünster vom Zürcher Regierungsrat und schliesslich auch vom Bundesgericht verwehrt, da Frauen damals infolge des fehlenden Frauenstimmrechts nicht wählbar waren. Erst eine Revision der Kantonsverfassung und das daraufhin erlassene neue Kirchengesetz von 1963 eröffnete ihnen diese Möglichkeit.
Die Landeskirche ist die Herausgeberin der Zürcher Bibel.

## Ökumene
Die Evangelisch-reformierte Landeskirche des Kantons Zürich gehört der Evangelisch-reformierten Kirche Schweiz (ehemals Kirchenbund) an. Durch diese Mitgliedschaft ist sie in der Arbeitsgemeinschaft christlicher Kirchen in der Schweiz, in der Gemeinschaft Evangelischer Kirchen in Europa im Reformierten Weltbund und im Weltkirchenrat.
Die Evangelisch-reformierte Landeskirche des Kantons Zürich betreibt den Theologischen Verlag Zürich, der auch eine katholische Linie im Programm hat.